# Koponya-sziget
A Koponya-sziget (Skull Island) a leggyakrabban használt elnevezés egy, az Indiai-óceánban elterülő kitalált szigetre, amely elsőként az 1933-as King Kong című kalandfilmben tűnt fel, majd később a folytatásokban, a három remake-ben és minden más King Kong-alapú médiában. A sziget a névadó King Kong és számos más, többnyire őskori és néhány esetben olyan fajok otthona, amelyeknek már jóval az emlősök megjelenése előtt ki kellett volna halniuk, valamint egy fejletlen emberi társadalomé.
Az 1962-es King Kong vs. Godzilla és az 1967-es King Kong Escapes című filmben a hasonló szigeteket „Faro-szigetnek”, illetve „Mondo-szigetnek” nevezik. Kong ezeken a szigeteken is hasonló szerepet játszik, mint egy istenszerű lény, és ez minden King Kong-történetben megjelenik. A Koponya-sziget eredete ismeretlen, de úgy tűnik, Kong az egyetlen ismert óriásgorilla a szigeten. A 2005-ös film azonban más, Kong méretű gorillák csontvázait is bemutatja, ami arra utal, hogy egykor egy ismeretlen számú ilyen lényből álló csoport élt a szigeten. Emellett a 2017-es Kong: Koponya-sziget című filmben láthatjuk Kong szüleinek csontvázát is.

## Története

### Megjelenés az 1933-as filmben

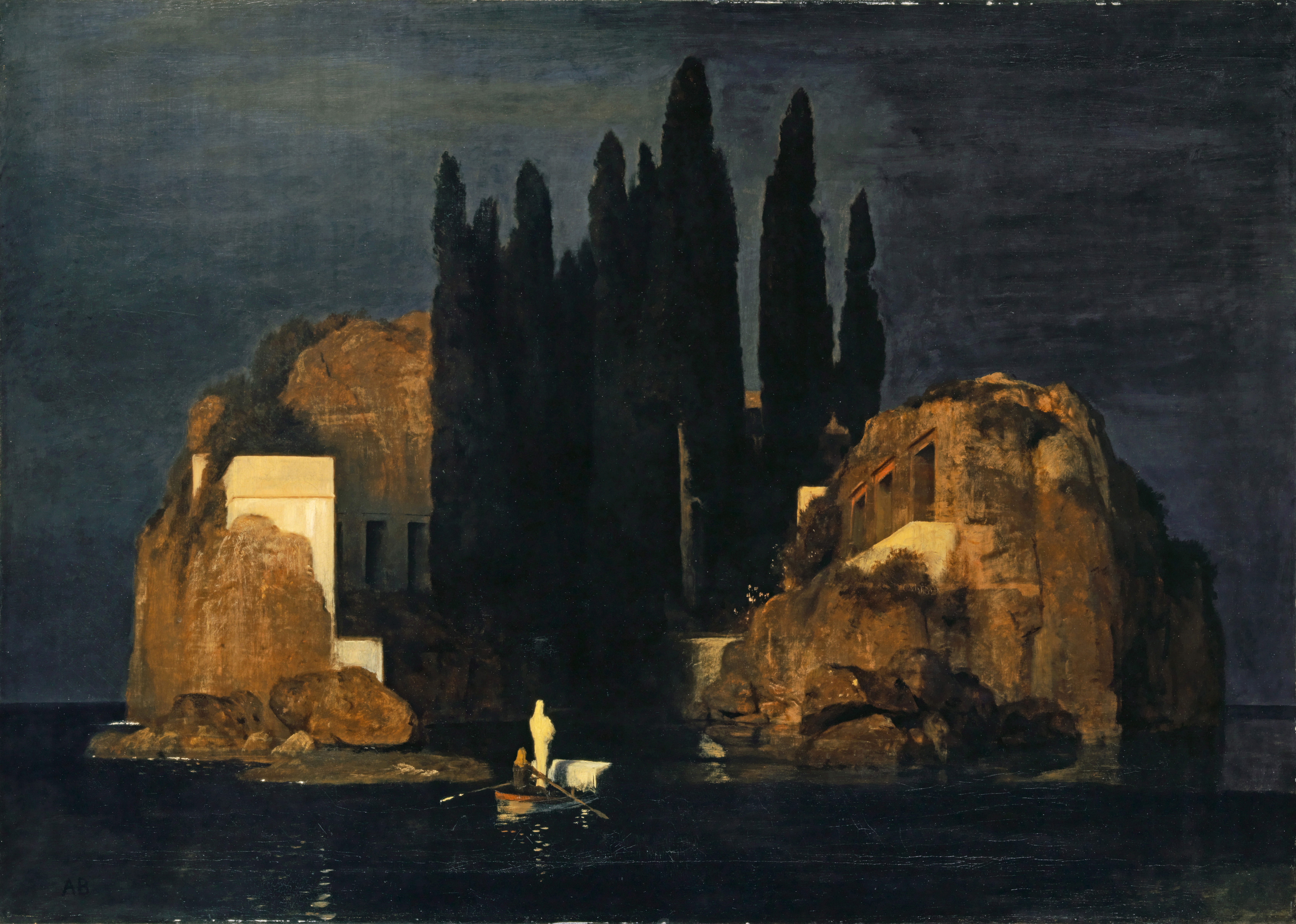
Arnold Böcklin a holtak szigete című festménye hatással volt a Koponya-sziget tervezésére.

A King Kongban a szigetet soha nem említik név szerint, és körülbelül 12°S 78°E – 32 kilométerre nyugatra található Periuk partjaitól, Indonéziában. A sziget közepén található egy jellegzetes hegy, amelynek alakja emberi koponyára emlékeztet, és amelyet „Koponyahegy” néven emlegetnek.
Az első film szerint egy norvég hajó kapitánya felfedezett egy sodródó kenut, amelyben csak egy bennszülött maradt életben. Mielőtt a bennszülött meghalt, a kapitány meg tudta szerezni a sziget hozzávetőleges helyét és néhány részletet róla, beleértve a legjellegzetesebb vonását, egy hatalmas falat, amelyet a bennszülöttek ősei építettek, amikor még fejlett civilizációjuk volt. Amikor a film főszereplői megérkeznek a szigetre és megvizsgálják, a várt bennszülöttek mellett mindenféle őskori lényeket és egy rendkívül nagy majmot találnak, akit a szigeten élők „Kongnak” neveznek.
A bennszülöttek jelenlétét soha nem magyarázták meg, csak annyit tudunk róluk, hogy egy fejlett civilizáció „visszamaradt” leszármazottai.
A folytatásban, a Kong fia című filmben Carl Denham visszatér a Koponya-szigetre, amikor híre megy egy ott elrejtett kincsről. Ott találkozik egy nagy fehér gorillával is, akit King Kong fiának tartanak, és akit kicsi Kong-nak nevez el. A koponya-sziget egy erős földrengés során elsüllyed a tengerben. Mivel a lába sziklák közé szorul, Kong fia megfullad, miközben Carl Denham-ot a víz felett tartja. Denham sértetlenül túléli, míg a kincset ő és a másik három túlélő birtokolja.
Az eredeti filmekben soha nem használják a „koponya-sziget” kifejezést, csak a „koponyahegy” nevét említik, míg a folytatásban, a Kong fia című filmben egyszerűen „Kong szigete” néven hivatkoznak rá. Delos Lovelace King Kong regényadaptációjában „koponyahegy sziget” néven szerepel, de az RKO néhány reklámanyagában ismét „koponya-sziget” néven hivatkozik rá.

### 1976-os remake
Az 1976-os King Kong filmben a koponya-szigetet „a koponya partjaként” emlegetik. Az Indiai-óceánban, Jáva déli részén található, és állandó felhőtakaró borítja. Az évszázadok során állítólag több ember is meglátogatta a szigetet, de egyikük sem tért vissza egyértelmű bizonyítékkal. Az 1970-es évekre ez már csak egy városi legenda, amelynek egyetlen bizonyítéka a kormány titkos aktáiban található. Kiderül továbbá, hogy hatalmas olajkészletek vannak a szigeten, ami egy kapzsi olajcég vezetőjét arra készteti, hogy felkeresse a szigetet. A primitív bennszülött törzs és a hatalmas, kétlábú gorilla, Kong mellett megjelenik egy óriási kígyó is, amely Kong barlangjában bukkant fel, és meg akarta ölni az óriásgorillát és Dwan-t, de Kong megölte.
Az 1986-os folytatásban, a King Kong Lives-ban a koponya-sziget nem jelenik meg, de Hank Mitchell kalandor említi (tévesen Kong-szigetnek nevezve), aki úgy vélte, hogy Borneó és a koponya-sziget a múltban egyazon földtömeg részét képezték. 

### Kong (animációs sorozat)
A 2000 és 2001 között futó animációs sorozatban a szigetet Kong szigetnek nevezték el. A korábbi változatoktól eltérően Kong-sziget nem az Indiai-óceánban, hanem a hírhedt Bermuda-háromszögben található. Bár különböző őskori lények élnek ott, Kong-szigeten néhány rom is található, amelyek közül az egyik a démon Chiros börtönéül szolgál. Itt él Jason Jenkins és nagymamája, Dr. Lorna Jenkins, valamint Jason barátja, Tan. Egy másik ember, Lua, a sziget őslakosainak egyetlen túlélője, aki egy sámánnő.

### Kong: a koponya-sziget királya
A koponya-sziget megjelenik egy 2004-es regényben, amely egyben előzménye és folytatása is az eredeti „King Kong” történetnek, amelyet Merian C. Cooper álmodott meg, Delos Lovelace írt meg regény formában 1932-ben, a Cooper család hagyta jóvá.
Joe DeVito alkotta és illusztrálta, Brad Strickland és DeVito írta meg regény formájában John Michlig közreműködésével. A Kong:koponya-sziget királya történetében a sziget sokkal nagyobb, mint ahogy eredetileg gondolták. Ez vagy egy instabil vulkáni szigetcsoport utolsó maradványa, vagy egy nagyobb földtömeg maradványa. A koponya-sziget az Indiai-óceánban, Szumátra nyugati részén található, és több kisebb sziget veszi körül, amelyek közül a legjelentősebbek egy kis félsziget déli-keleti sarkánál találhatók.
A szigeten található két hegy, amelyek közül a nagyobbik emberi koponya alakú. A koponyahegy tele van barlangokkal és járatokkal, amelyeket a természetes erózió, de emellett emberi kéz is formált. Korábban ezeket a szigetlakók gyakran használták, hogy elkerüljék a felszínen élő szörnyeket, de kiderült, hogy ezekben is sok veszélyes fény él. Ezek között vannak korábban ismeretlen fajok, mint például a hatalmas fejű, kígyószerű kétéltűek, amelyek képesek egész emberrel lenyelni; olyan 30 centiméter hosszú lények, amelyek tintahal és rák jellemzőit ötvözik, biolumineszcens vitorlákkal, amelyek végén mérgező fullánk található; óriási pókok, amelyek testhossza 2 méter, lábhossza 2,5 méter, és a lábuk végén kézszerű végtagok vannak.
A koponya-szigeten legalább a 20. századig élő emberi civilizáció egy korábban ismeretlen emberfaj, a Tagatu (két korábban különálló törzs, a Tagu és az Atu egyesülése) utolsó maradványa. Az eredeti kultúra feltehetően ázsiai eredetű, és egy ma már nem létező szigetcsoportra terjedt át Szumátra nyugati részén. Egy természeti katasztrófa következtében évezredekkel ezelőtt kénytelenek voltak a koponya-szigetre vándorolni. A Tagatu nép, akiket kielégíthetetlen kíváncsiságuk vonzott a sziget látványos tájához, úgy hitte, hogy biológiai és organikus tudományok ismereteivel legyőzheti a koponya-sziget veszélyeit. Ők hozták oda eredetileg a hatalmas majomszerű Kongokat védelem céljából, és Kongok segítségével építették meg a koponya-sziget felén átívelő ikonikus falat, hogy megvédjék magukat a sziget őskori lényeitől.
A műben feltárt számos rejtély között szerepel az a tény is, hogy a koponya-szigeten a dinoszauruszok soha nem haltak ki, hanem az elmúlt 65 millió év alatt tovább fejlődtek. Ez furcsa variációkhoz vezetett a korábban ismert fajoknál, valamint számos új faj megjelenéséhez. Az utóbbiak közül a legfontosabb egy értelmes dinoszaurusz faj, a Deathrunners. Két lábon járó, rendkívül agresszív, 1-2 méter magas lények, akik egykor uralták a szigetet, és háborúban álltak a Tagatu és a Kongok fajával. Fajukat néhány nemzedékenként egy hatalmas méretűre növő királynő szaporítja. Az egyik ilyen, „Gaw” nevű királynő uralkodott a koponya-szigeten, amikor King Kong megszületett, és Kongnak le kellett győznie őt, hogy király lehessen.
A történetben Carl Denham fia, Vincent (aki paleontológus) és az idősebb Jack Driscoll 1957-ben visszatérnek a koponya-szigetre, hogy felfedezzék a korábbi civilizáció történelmének elemeit és kapcsolatát a szigettel egy rejtélyes, idős Tagatu, akit egyszerűen csak „Mesélőnek” hívnak valamint régészeti leletek, például különleges színekkel készített festmények formájában, amelyek a föld alatti járatokban találhatók, és amelyek megvilágításkor megmozdulnak, hogy felfedjék a szigeten történt múltbeli eseményeket. Ezek közül a legfontosabb az „Öreg város” maradványainak felfedezése, amelyet a Tagatu civilizáció fénykorában hoztak létre a sziget közepén, egy két hegy között elterülő völgyben. A Mesemondó története, valamint Vincent és Driscoll felfedezései arra utalnak, hogy a szigetnek nevet adó kísérteties koponyaarcot emberi kezek alkothatták. Ezek és más felfedezések arra utalnak, hogy a koponya-sziget titkainak valódi mértéke még nem került napvilágra.

### 2005-ös remake
Peter Jackson 2005-bn készített újrafeldolgozásában a sziget helyzete Szumátra nyugati részén változatlan marad, egy mágneses anomáliákkal és heves tengeri viharokkal sújtott területen. A Kong világa: a koponya-sziget ternészetrajza (the world of Kong: a natural History of skull island) című könyv szerint a koponya-sziget geológiailag instabil volt, és az elmúlt ezer évben lassan süllyedt a tengerbe. 1933-ra a sziget a pusztulás szélén állt. Tizenöt évvel a modern világ általi felfedezése után a sziget végül elsüllyedt az óceánban.
Az őskorban a koponya-sziget számos őskori lény menedéke volt. Az idő múlásával egyre több faj érkezett ide úszva, repülve, tutajon vagy ideiglenes földhidakon át vándorolva. Ahogy a sziget lassan elsüllyedt a tengerben, az életnek alkalmazkodnia kellett, ami bizarr és rémálomszerű lényekből álló ökoszisztémát eredményezett.
Háromezer évvel ezelőtt egy fejlett délkelet-ázsiai civilizáció vándorolt a koponya-szigetre, magával hozva háziasított állatait, mint például a gaur és Kong óriási ősei. Ez a kultúra végül kihalt, csak hatalmas, omladozó romokat hagyva maga után a szigeten (például a hatalmas falat) és egy kis fejletlen társadalmat, akikből a koponya-sziget őslakosai lettek.

### Altus Press
A két karakter 80. évfordulójához kapcsolódóan az Altus Press 2013 márciusában kiadta a Doc Savage: koponya-sziget című hivatalosan jóváhagyott regényt, amelyben King Kong találkozik Doc Savage-el, a ponyvairodalom hősével. A regényt Will Murray írta, a borítót Joe DeVito művész készítette. Az 1920-ban játszódó történetben Doc Savage az első világháborúban töltött katonai szolgálat után nem sokkal apjával, a felfedező Clark Savage Sr.-rel együtt keresi rég elveszett nagyapját (a legendás tengerészt, Stormalong Savage-ot), ami végül apát és fiút a titokzatos koponya-szigetre vezeti, ahol találkoznak a sziget őskori lakóival, köztük King Kong-al. A New York Journal of Booksban megjelent kritikában a drámaíró, Mark Squirek így összegezte a történetet:
"A közel 400 oldalas Doc Savage: koponya-sziget című regény nemcsak a koponya-szigetre visz el minket, hanem egy fiatalember nagyságra törő útjának kezdeteire is. Murray úr egy új klasszikust alkotott a műfajban, miközben teljesen hű maradt mind Kong, mind Doc Savage legendájához."
Az Altus Press 2016 nyarán kiadta a King Kong vs. Tarzan című hivatalos crossover regényt is. Will Murray által írt mű a korábban nem ismert történetet meséli el, amelyben Kongot teherhajóval szállítják a koponya-szigetről Az Amerikai egyesült államokba, és King Kong elkerülhetetlenül találkozik Tarzan-al.

### Szörnyverzum (monsterVerse)
A koponya-sziget a 2017-es Kong: koponya-sziget című film fő helyszíne, amely ugyanabban az univerzumban játszódik, mint a 2014-es Godzilla film. Kong a filmben 31,7 méter magas, és bizonyítékok vannak arra, hogy egykor több Kong is élt a szigeten. A sziget a Csendes-óceán déli részén található, egy hatalmas, örvénylő viharrendszer közepén, amely elrejti a külvilág elől. Ebben a történetben a sziget a levegőből nézve emberi koponyára hasonlít. A sziget az üreges föld bejáratánál található, amely otthont ad a „koponyarágók” néven ismert nagy, kétlábú, gyíkhoz hasonló ragadozóknak, akiket a sziget „ördögeinek” neveznek. A koponyarágók egy különösen nagy példánya kiirtotta Kong családját, így ő lett a faj utolsó tagja.
A szigeten dinoszauruszok is élnek, vagy éltek, amit egy triceratops koponya bizonyít, amelyet a sziget „temetőjében” találtak. Számos más faj „florafauna” néven ismert fejlődéssel alkalmazkodott a szigethez, amely során az állatok növények tulajdonságait is mutatják. A korábbi változatokhoz hasonlóan itt is van egy őslakos törzs (az ivik), amely sokkal kevésbé ellenséges, mint a korábbi verziókban, főleg azért, mert egy második világháborús pilóta, Hank Marlow, békét kötött közöttük és a modern emberek között. A filmben egy 1973-as expedíció érkezik a szigetre, miután a műholdak felfedezik azt. A 2023-ban készített azonos című animációs sorozatban egy csapat hajótörött érkezik a szigetre az 1990-es években, ahol meg kell küzdeniük a sziget vadvilágával és egy Kraken nevű szörnyeteggel, amely kihívja Kongot a sziget feletti uralomért.
A Godzilla 2: a szörnyek királya című film stáblistája alatt egy újságcikk arról számol be, hogy a felébredt titánok a koponya-sziget felé tartanak, amely egyre instabilabbá válik. Kiderül továbbá, hogy a Monarch-nak van egy előőrse a szigeten. A film és a Godzilla Kong ellen eseményei között a sziget éghajlata romlott, Ghidorah globális szuperviharának maradványai összeolvadtak a koponya-sziget körül jelenlévő természetes viharrendszerrel, ami miatt a sziget belseje lakhatatlanná vált, kivéve a Kong befogására létrehozott kupolás élőhelyet.

## Élővilága

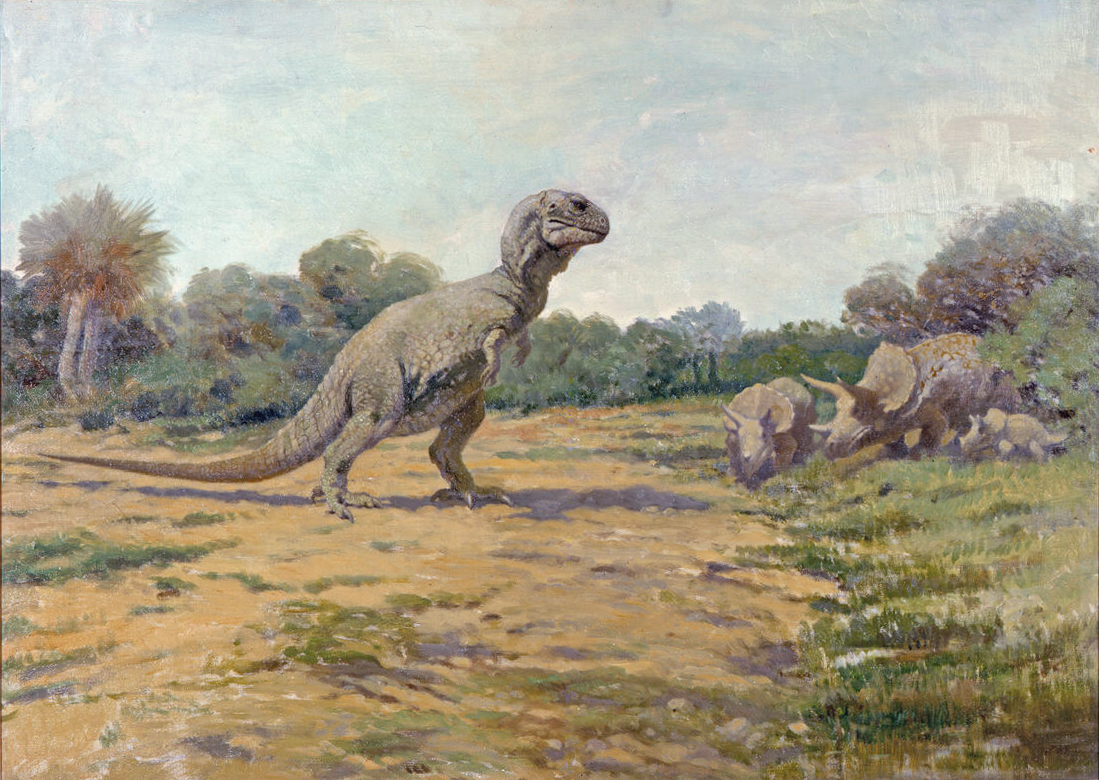
Charles R. Knight, ma már elavultnak számító Tyranosaurus ábrázolása az Amerikai Természettudományi Múzeumban, amely alapján a filmben szereplő nagy Tyrannosaurus-t készítették.

King Kong és a bennszülött emberek mellett a koponya-sziget vadvilágának nagy részét különböző korszakokból származó őskori állatok, például dinoszauruszok alkotják. Néhányuk valós állatok kitalált leszármazottja.

### A King Kong és a Kong fia című filmekben
- Stegosaurus – Egy Stegosaurus megjelenik egy jelenetben, amelyben Carl Denham csapata zavarja meg. A férfiakra támad, akik gázbombával leterítik. Amikor elhaladnak mellette, újra feláll, és lelővik. Orville Goldner, aki a filmen dolgozott, a filmben szereplő Stegosaurust két nemzetség kombinációjaként írta le: Stegosaurus ungulatus és az akkoriban kevésbé ismert Kentrosaurus. Egy másik egy törölt jelenetben jelent meg, amikor Denham visszaszaladt a faluba, miután Kong megküzdött a Tyrannosaurus-szal.
- Brontosaurus – A Brontosaurus megzavarja a mentőcsapat tutaját, amikor átkelnek a mocsáron, éfelborítja, majd megtámadja a vízben lévő férfiakat. Többüket a szárazföldre üldözi, egyiküket pedig sarokba szorítja, miközben az egy fára mászik, és az állat halálosan megcsonkítja. Gyakori tévhit, hogy a sauropoda megeszi a tengerészt, de a forgatókönyvben és a filmben is látható, hogy a dinoszaurusz megöli, majd otthagyja a „Tim” névre keresztelt tengerész holttestét. A lény újra megjelenik a Kong fia című filmben, és üvölt, miközben a sziget elsüllyed.
- Egy nagy, "kétlábú „gyík” – Ez az azonosítatlan hüllőszerű lény egy indán mászik fel egy hasadékból, hogy megtámadja Jack Driscollt. Visszaesik a gödörbe, amikor Jack elvágja az indát, amelyen mászik. A két végtag mellett a lény másik jellegzetes vonása a leguánokhoz hasonló tüskés gerinc a hátán. Orville Goldner szerint a Desmatosuchus jellemzői alapján alkották meg. Peter Jackson „pókverem-jelenetének” újrafeldolgozásában ez a lény is azok között van, akik megeszik a zuhanást túlélő tengerészeket. Ez a lény ihlette a legendary pictures szörnyverzumának (monsterverse) koponyarágó (skullcrawler) nevű lényét.[9]
- Tyrannosaurus – Egy nagy húsevő dinoszaurusz, aki megpróbálja megenni Ann-t, de Kong legyőzi és megöli úgy, hogy eltöri az állkapcsát. A dinoszaurusz Charles R. Knight Tyrannosaurus-ábrázolása alapján készült,[10] de ellentétben a Tyrannosaurus-szal, amelynek csak két ujja volt, ennek három ujja van a mellső végtagjain (a Tyrannosaurus ujjainak száma akkoriban vitatott volt, mivel a teljes mellső végtag csak az 1990-es évek közepén került elő). Az "I'm King Kong! The Exploits of Merian C. Cooper" című dokumentumfilmben, amely a King Kong című film 2 lemezes DVD-kiadásán található, Cooper ezt a szörnyet Allosaurus-nak, nem pedig Tyrannosaurusnak nevezi, ami megmagyarázhatja az ujjak számát. A lény eredetileg Tyrannosaurus-nak készült, amelyet a törölt Willis O'Brien-film, az 1931-es teremtés (creation) számára terveztek. Érdemes megjegyezni, hogy a Willis O'Brien korábbi projektjében, az 1925-ös elveszett világ (the lost world) című filmben szereplő Tyrannosaurus-nak is három ujja volt. Az 1932-es King Kong forgatókönyv csak „húsevőként” említi a dinoszauruszt.
- Tanystropheus – Egy kígyószerű vízi hüllő, hosszú nyakkal és farokkal, valamint két pár uszonnyal. King Kong barlangjában található, bugyogó mocsárban él. Goldner leírása szerint a Tanystropheus vékonyabb, mint a tudomány által ismert példányok, és úszó végtagjai kevésbé feltűnőek. Konggal óriási, fojtogató kígyóként küzd meg.
- Archaeopteryx – ezek a kicsi, madárszerű állatok a dzsungelben repülnek. Leginkább akkor tűnnek fel, amikor a Stegosaurus belép a tisztásra, és egy közülük kirepül abból a halott fából, amelybe Kong Ann-t teszi, mielőtt harcolni kezd a tengerészekkel a farönkön. Goldner szerint „láthatatlan drótokon repültek a fák között”.
- Arsinoitherium – Ez a hatalmas őskori emlős a tesztfelvételen a férfiakat a farönkre üldözte, és sarokba szorította őket maga és a dühös Kong között. Goldner szerint Cooper meggondolta magát az Arsinotheriummal kapcsolatban, és „elrendelte, hogy a jelenetet Styracosaurus felhasználásával forgassák újra. Végül mindkét változatot elvetették, mert "túlzottan lekötötték a nézők figyelmét”. Ezt bizonyítja az a tény, hogy a tengerészek nem csak visszaszaladtak a rönkön, amikor Kong megjelent.
- Gigantophis garstini – Goldner szerint „ennek a hatalmas kígyónak, amely egy jelenetben szerepelt, később kivágták a filmből, Egyiptomban volt élő prototípusa”. Ez az óriási kígyó megijeszti Ann-t a Kong által a rönkhídon a tengerészekkel vívott harc előtt a halott fa tövében. Benne volt a tesztfelvételen, de később kivágták. Ann Darrow reakciója azonban, amikor a Tyrannosaurus megjelenése előtt a nő alatt látható, a filmben maradt.
- Erythrosuchus – A „pókverem-jelenet” számára hozták létre, majd újraalkották, és kövér, hüllőszerű ragadozóként ábrázolták. Goldner szerint ez csak nagyjából illeszkedett a filmbe, mivel a veremben élő lények többsége kitalált volt.
- Óriás rák, óriás pók és óriás csápokkal rendelkező „bogár” – Mindannyian megjelennek az eredeti jegyzetekben, a forgatókönyvben és az újrateremtett „pókverem-jelenetben”, ahol megeszik a hasadékban túlélő legénység tagjait.
- Triceratops – csak az eredeti forgatókönyvben szerepel, Kong a vulkáni síkságon találkozik vele. Kong sziklákat hajít a csordára, ami pánikba esik, és felnyársalja a Venture egyik legénységi tagját. A Son of Kong egyik törölt jelenetében is látható.
- Barlangi medve – egy hatalmas medve, amely megtámadja Denham-et és Hildát, de Kong fia elűzi.
- Styracosaurus – ez a ceratopsia sarokba szotítja Hllstrom-ot, Englehorn-ot és Charlie-t a Kong fia című filmben, és megsemmisíti az egyik fegyverüket. Ez a dinoszaurusz eredetileg a King Kong című filmben jelent volna meg, ahol a legénységet a rönkhídra üldözi, és ott csapdába ejti őket.
- Nothosaurus – Egy hüllő, amely fenyegeti Denham-et és Hildát, de Kong fia elűzi és megöli. A King Kong: A History of a Movie Icon című könyv a Kong fia című film kritikájában végig „Sárkánynak” nevezi a lényt.
- Elasmosaurus – Egy nagy tengeri hüllő, amely megeszi Hellstrom-ot, amikor az a Kong fia című film végén menekülni próbál. A Hellstrom-ot megragadó lény valójában az eredeti filmből átalakított Brontosaurus volt; ugyanez vonatkozik a rövid ideig látható, zsákmánya megszerzése miatt örömében morgó vázszerkezetes változatra is.

### A 2005-ös remake-ben
A Peter Jackson King Kong remake-jében szereplő összes lény a Kong világa: a koponya-sziget ternészetrajza (the world of Kong: a natural History of skull island) című kísérő könyvben valódi állatok kitalált leszármazottjaként szerepel.
A 2005-ös remake-ben szereplő lények többek között:
- Brontosaurus baxteri – Egy nagy, brontoszaurusz-szerű sauropoda, amely (neve ellenére) méretében és megjelenésében inkább hasonlít a film elején megjelenő Apatosaurus-ra. Egy Venatosaurus-csapat támad rájuk, és pánikot keltenek. A növényevők a filmes stáb több tagját, és néhány Venatosaurus-t is eltaposnak. Az igazi sauropodákhoz hasonlóan társas állatok, amelyek egy domináns hím vezette csordákba szerveződnek. Az igazi sauropodákkal ellentétben a Brontosaurus-ok egy-három élő utódnak adnak életet, és nem tojásokkal szaporodnak, mint őseik és más dinoszauruszok. A koponya-sziget legnagyobb növényevőiként ők felelősek azért, hogy a dzsungel ne terjedjen át a megmaradt füves területekre.
- Brutornis – Egy gyilokmadár, amely a film bővített változatában és a Kong világa című könyvben látható. A film bővített változatában miután a Venture legénysége felfedezi, Lumpy lelövi a haldokló állatot.
- Ferrucutus cerastes – Óriási ceratopsia. Csak a kibővített változatban és egy cameo-szerepben jelenik meg, amikor Kong felmászik a barlangjába. A kibővített változatban egy nagy hím támad a legénységre, és majdnem megöli Jack Driscollt, mielőtt Hayes megöli. A Ferrucutus agresszív növényevő, amely kis családokban él. Őseikhez hasonlóan a Ferrucutus bikák hevesen küzdenek, akár a riválisok megöléséig is.
- Foetodon ferrus – Körülbelül 6 méter hosszú szárazföldi notosuchia, amely mind a filmben, mind a kísérő könyvben megjelenik. A filmben Ann rábukkan egy Foetodon párra, akik egy elhullott Ligocristus-on táplálkoznak. A ragadozók egy üreges fatörzsbe üldözik, ahol egy fiatal V. rex megjelenik, megöli és megeszi az egyik üldöző Foetodont, így a párja kénytelen elmenekülni. A Foetodon lesben álló ragadozó, amely mély levélhalmokban rejtőzik, és arra vár, hogy kis dinoszauruszok és nagy, repülni képtelen madarak járjanak el mellette.

- Óriás ízeltlábúak – Több óriás ízeltlábú faj is megjelenik a szakadék alján. A Kong világa könyv ezeket a rovarokat a következőképpen nevezi:
  - Abyscidis – Kutyaméretűre megnövő rákfélék.
  - Arachnocidis – Óriás pókféle.

- Carnictis sordicus – Egy csőreszerű lény, amely több méter hosszúra is megnőhet. Több közülük megeszi Lumpy-t.
- Decarnocimex – Egy óriási húsevő tücsök. Denham többel is megküzd.
- Deinacrida rex – Egy óriási veta faj. Több közülük megpróbálta megzabálni Driscoll-t, de Jimmy legyőzte őket.
- Deplector – Óriási barlanglakó rákféle. A nőstények nagyok, míg a hímek kisebbek. Látták, ahogy egy nőstény karjai kinyúlnak egy sziklafalból, és behúznak egy tengerészt, hogy felfalják.
- Ligocristus – Hadroszaurusz, amellyel a Foetodon táplálkozik. Hasonlítanak a Saurolophus.ra, egy kréta kori hadroszauruszra.
- Megaprimatus Kong – Hatalmas gorilla faj, a valaha élt legnagyobb főemlősök, még a korábbi rekordot tartó Gigantopithecus-nál is nagyobbak. Egy átlagos egyed magassága 6–8 méter lehetett, és valószínűleg 6 tonnát nyomott. 1933-ra már csak egy példány maradt belőlük. Ezt a példányt, egy öreg hímet, Carl Denham fogta el és viszi el New York-ba, de az megszökött, majd lelőtték az Empire State Building tetejéről, így a Megaprimatus Kong faj kihalt.
- Holdpók (moonspider) – nem igazi pók (valójában a Solifugae család tagja), hanem egy éjszakai állat, amely az Alföldön él. Rövid ideig megjelent a filmben, amikor Ann Darrow elmenekült King Kong elől.
- Piranhadon titanus – egy 15 méteres hal, amely a film bővített változatban, valamint a Kong világa könyvben jelenik meg. A bővített változatban egy Piranhadon megtámadta a Hayes, Carl Denham és Jack Driscoll által vezetett mentőcsapatot, megölt három matrózt, és majdnem egészben lenyelte Driscoll-t. A Piranhadon rosszul lát, csak a zsákmány körvonalait képes felismerni, az állán lévő tüskék segítségével érzékeli a rezgéseket, a felszínről érkező fényt pedig az elhaladó zsákmány észlelésére használja.
- Terapusmordax obscenus - Egy óriás denevérszerű rágcsáló. A filmben egy csapat jelenik meg belőlük, amely Kong rejtekhelyén tanyázik. Amikor Jack Driscoll megpróbálja megmenteni Ann-t, felébreszti Kongot. A Terapusmordax-ok ekkor megtámadják Kongot; ő elkergeti őket, míg Jack és Ann egy indán lemászva elmenekül. Amikor az egyik Terapusmordax megpróbálja megölni Jack-et és Ann-t, Jack megragadja az állat szárnyát, és a Terapusmordax leereszti őket. Ezután az alattuk található folyóba zuhannak. Az állat megjelenik a filmhez kapcsolódó videojátékban is, ahol új, kékes formát kaptak, valamint olyan nagyok lettek, mint egy repülőgép. A Terapusmordax szőrtelen rágcsálókból fejlődött ki, amelyek szárnyakat fejlesztettek ki. Testhosszuk körülbelül 0,9-1,2 méter, szárnyfesztávolságuk pedig 2,4-3 méter.
- Vastatosaurus rex - A Tyrannosaurus leszármazottja, de sokkal nagyobb, három ujjal, ellentétben a kréta kori elődeivel. A filmben egy jelenetben tűnik fel, amikor hárman harcolnak Konggal. A Vastatosaurus a Koponya-sziget legfőbb csúcsragadozója. Akár 15,2 méter hosszúra is megnőhetnek. A fiatal egyedek a felnőttektől elkülönülten vadásznak a dzsungelben, és gyakran kerülnek konfliktusba a Vastatosaurus-okkal.
- Venatosaurus saevidicus - Egy karcsú dromaeosaurida, körülbelül 7,3 méter hosszú, így hosszabb, mint egy Utahraptor. A filmben megették Carl Denham operatőrét, Herb-et, és megtámadtak egy Brontosaurus-csordát. A Venatosaurus falkában vadászik, és egyike annak a két ragadozónak a Koponya-szigeten, amely képes egy kifejlett Brontosaurust is leteríteni, a másik a fentebb említett V. Rex. Emellett rendkívül intelligensek és ravaszak is, képesek romokon keresztül üldözni, és tervezett csapdákba kergetni a zsákmányt. A Venatosaurus egy alfaja, a Venatosaurus impavidus szintén jelen van a szigeten.[11]

### Szörnyverzum (monsterverse)
A Legendary pictures amerikai gyártású filmszériája (monsterverse - a magyar rajongók körében szörnyverzum) szerint a koponya-szigeten nem élnek dinoszauruszok, bár a 2017-es filmben, a "temetőben" egy óriási Triceratops koponya látható, ami arra utal, hogy korábban éltek a szigeten dinoszauruszok. A filmben és a kiegészítő anyagokban a sziget ökoszisztémájának nagy részét természetes fejlődés útján kialakult állatok teszik ki, amelyek egyszerre mutatnak állati és növényi jellemzőket is, ezt a jelenséget a Monarch tudósai „flórafauna” néven emlegetik.
- Apus Giganticus / Titanus Kong – A koponya-szigeten élő óriási majomfaj. A Kong: koponya-sziget eseményei szerint Kong volt az egyetlen Apus Giganticus, aki a szigeten élt. Úgy gondolták, hogy ő az utolsó a fajtájából, amíg a Godzilla x Kong: az új birodalom című filmben nem találnak több Apus Giganticus-t az üreges földben.
- Koponyarágó[a] (angolul skullcrawler) – Óriási húsevő kétéltűek, két nagy mellső végtaggal és külsőleg koponyához hasonló fejjel. Folyamatos éhségük (hipervore), és invazivitásuk a Kong faj kipusztulásához vezettek.[12] A Godzilla Kong ellen című filmben az Apex Corporation koponyarágó tojásokat csempészett ki a szigetről, és tenyésztette őket, hogy kísérleti alanyként szolgáljanak Mechagodzilla fegyverzetének hatékonyságának bizonyítására.
- Bambusz-kaszáspók (mother monglegs) – Óriási, kaszáspókra emlékeztető pók, amelynek lábai bambuszra emlékeztetnek.[13]
- Sérszigetes bivaly (sker buffalo) – óriási bivaly, hosszú, elágazó, agancs-szerű szarvakkal és korallszerű struktúrákkal a hátán.[14] Vízes élőhelyen él, és ha a vízalatt van, úgy néz ki, mint egy sérsziget, innen a neve.
- Rönksáska (spore mantis) – egy hatalmas ragadozó állat, amely egy kidőlt fatörzsre hasonlít. Külseje és neve ellenére nem rovar, hanem egy csigaszerű puhatestű lény, amely beleköltözött egy fatörzsbe.[15]
- Levélszárnyú (leafwing) – Zöld, pteroszaurusz-szerű (leginkább dimorphodon-ra vagy Anurognathus-ra hasonlít) lény, amelynek levélszerű szárnyai lehetővé teszik, hogy elrejtőzzön a fák között, éles csőre van, amellyel darabokra vágja zsákmányát. A Godzilla Kong ellen című filmben a látható egy alfaja, amely az üreges földhöz alkalmazkodott.[16]
- Pszichokeselyű (psychovulture) – az üreges földben élő pterosaurus-szerű állat. Ha fenyegetve érzik magukat, egy villmára elég elektromos energiát bocsátanak ki.
- Halálsakál (death Jackal) – Egy ragadozó emlős, amely egy dromaeosaurida és egy gorgonopsida hibridjére emlékeztet, hajlamos a kannibalizmusra.
- Magmateknős (magma turtle) – hatalmas, elefántteknősre emlékeztető teknősfaj, amelynek kőkemény páncéljából pálmafák nőnek ki. A sziget forró pontjai körül élnek, a testükben nem vér, hanem láva folyik.
- Szirénálkapocs (sirenjaw) – Óriási krokodilszerű lény, amelyet sűrű bozót és fák borítanak, ezek segítségével szigeteknek álcázza magát, hogy a közelébe csalogassa a zsákmányt.
- Swamp Locust – Óriási vízi rovar, amely ágszerű lábait használja álcázásként, hogy elsüllyedt fáknak tűnjön, és így meglepje a gyanútlan zsákmányt.
- Vinestrangler – Óriási, fán élő szöcskeféle, amely élőhelyének ágai és indái között álcázza magát, hogy lesben álljon zsákmányára.
- Ikarusz tigris (spirit tiger) – Óriási fehér tigris, vörös csíkokkal, szarvasra emlékeztető aganccsal. Különleges képessége az, hogy olyan feromonokat képes kibocsátani, amelyek az áldozatok szervezetébe kerülve eufóriát, hallucinációkat okoznak.[17]

## Más tartalmakban
- Peter Jackson 1992-es hullajó című filmjében a zombivírus egy szumátrai patkánymajomként emlegetett koponyaszigeti lénytől származik.
- Az Universal Orlando-ban található kalandok szigete (Islands of Adventure) egyik atrakciója a "Koponya-sziget: Kong uralma" (Skull Island: Reign of Kong), amely Peter Jackson remake-jén alapul.[18]
- A 2021-es a Sólyom és a Tél Katonája című televíziós sorozatban Sam Wilson a veszélyes alvilágot rejtő Madripoor nevű kitalált szigetországot a Koponya-szigethez hasonlítja.[19]

### The Curse of Monkey Island
Az 1997-ben megjelent, The Curse of Monkey Island című kalandjátékban a koponya-sziget a hírhedt csempész, Andre király (King Andre) otthona. A játékban a sziget nem az Indiai-óceánban, hanem a Karib-szigetek közelében fekszik.
Skull Island csak egy kis csónakkal érhető el, amit a kísérteties "Flying Welshman" (bolygó walesi) üzemeltet – utalás a "The Flying Dutchman" (bolygó hollandi) legendájára. Még élő korában, a Welshman elveszett a Skull Island-et körülvevő ködben, mikor a szomszédos Blood Island-on lévő világítótorony fénye kialudt. Guybrush Threepwood-nak el kell jutnia Skull Island-re, hogy megszerezze a gyémántot, amivel megtörheti az Elaine Marley-n lévő átkot, amelyet LeChuck elátkozott gyűrűje okozott. Hogy ez sikerüljön neki, meg kell javítania a világítótornyot, valamint iránytűt kell készítenie a Welshman számára.

#### Érdekességek
- Több szereplő is azt állítja, hogy a Koponya Sziget koponya alakú. Amikor végre láthatjuk, kiderül, hogy inkább hasonlít kacsára, mint koponyára. A meglepődött Guybrush szóvá is teszi, hogy "It should be called Duck Island" (Inkább Kacsa Szigetnek kellene hívni). A walesi (aki ragaszkodik ahhoz, hogy koponya alakú) vonakodva válaszol "Well if you turn your head and squint…" (Ha elfordítod a fejed, és bandzsítasz…), de Guybrush közbevág "If you turn your head and squint it looks like a bunny" (Ha elfordítod a fejed, és bandzsítasz, akkor nyuszinak néz ki), utalva a jól ismert optikai csalódásra.

- Skull Island az egyik legkisebb sziget a Monkey Island-sorozatban (a játékos csak néhány dologgal tud kapcsolatba lépni a szigeten, és csak három helyszín található rajta).